# Søren Pilmark
Søren Pilmark, född 16 oktober 1955 i Köpenhamn i Danmark, är skådespelare.
Pilmark studerade vid Århus Teater elevskole. Efter examen 1977 var han engagerad några år vid Århus Teater. Han sökte sig till Det Kongelige Teater 1980 och slog igenom som en av sin generations största danska skådespelare.
Pilmark var den ene av två programvärdar i Eurovision Song Contest 2001.

## Filmografi (urval)
- 1988 – Två som älskar varandra (TV-serie)
- 1992 – Göingehövdingen (TV-serie)
- 1994 – Riket (TV-serie)
- 1997 – Riket II (TV-serie)
- 1999 – Taxa (TV-serie)
- 2000 – Blinkande lyktor
- 2003 – De drabbade (TV-serie)
- 2004 – Den tredje makten
- 2009 – Brottet II (TV-serie)
- 2014 – 1864 (TV-serie)
- 2015 – Kampen om tungvattnet (TV-serie)
- 2016 – Flaskpost från P
- 2016 – Badhotellet (TV-serie)
- 2017 – Downsizing
- 2019 – Gisslantagningen (TV-serie)
- 2020 – Atlantic Crossing (TV-serie)

## Utmärkelser
- Riddare av Dannebrogorden,  3 december 1994[5]
- Robert för bästa manliga biroll, för Menneskedyret,  1996[6]
- Teaterpokalen,  2000[7]
- Ole Haslunds Kunstnerfond,  2001[8]
- Robert för bästa manliga biroll, för Den tredje makten,  2005[9]
- Bodilpriset för bästa manliga biroll, för Den tredje makten,  2005[10]

[Redigera Wikidata]